# Lolo Plá
Manuel Coronado Pla (Mérida, 7 de abril de 1993) es un futbolista español que juega en el Al Minaa S. C. de Liga Premier de Irak.

## Trayectoria
Hizo su debut con el primer equipo del Real Valladolid el lunes 20 de agosto de 2012 en el partido correspondiente a la 1.ª jornada de la Primera División en el que su equipo ganó por 0-1 al Real Zaragoza.

## Clubes
| Club                                | País     | Año       |
| ----------------------------------- | -------- | --------- |
| Real Valladolid C. F. "B"           | España   | 2011-2013 |
| S. L. Benfica "B"                   | Portugal | 2013-2016 |
| C. D. Lugo (cedido)                 | España   | 2014-2015 |
| Cádiz C. F. (cedido)                | España   | 2015-2016 |
| Club Necaxa                         | México   | 2016-2017 |
| C. D. Toledo (cedido)               | España   | 2016-2017 |
| Elche C. F.                         | España   | 2017-2019 |
| R. C. Recreativo de Huelva (cedido) | España   | 2018-2019 |
| Valencia C. F. Mestalla (cedido)    | España   | 2019      |
| Gimnàstic de Tarragona              | España   | 2019-2020 |
| C. D. Guijuelo                      | España   | 2020-2021 |
| A. D. Mérida                        | España   | 2021-2023 |
| C. P. Cacereño                      | España   | 2023-2024 |
| C. F. Talavera de la Reina          | España   | 2024      |
| Al Minaa S. C.                      | Irak     | 2024-     |